# Umberto Chiacchio
Umberto Chiacchio, (Grumo Nevano, 18 de octubre de 1930-Massa Lubrense, 18 de octubre de 2001) fue un empresario y político neofascista italiano.

## Biografía
Fue gerente de Italgest, en las Elecciones de 1972, fue elegido diputado en el colegio de Nápoles por el Movimiento Social Italiano, hasta 1976. En 1996 estuvo involucrado con su hijo en el escándalo de Italgest.